# Greg LeMond
Greg LeMond (født 26. juni 1961) er en amerikanske cykelrytter, som har vundet Tour de France. Det skete i 1986 og gentog sig i 1989 og 1990. Han blev desuden verdensmester på landevej i både 1983 og 1989.

## Biografi
LeMond fik sit store gennembrud i 1983 ved at vinde etapeløbet Critérium du Dauphiné og senere blive verdensmester i linjeløbet. LeMond brød igennem i Tour de France-regi i 1984, hvor han vandt ungdomskonkurrencen og sluttede på tredjepladsen efter sin holdkammerat Laurent Fignon. Inden Touren 1985 skiftede LeMond hold. Mange mente, at han var stærk nok til at kunne vinde løbet, men han var på hold med Bernard Hinault, som det år kørte for at vinde sit femte Tour de France, en tangering af rekorden. Greg LeMond lod sig overtale og lovede at køre for Hinault. Aftalen var så, at Hinault året efter skulle køre for LeMond. Planen lykkedes: Hinault vandt sit femte Tour de France, mens LeMond blev nummer to.
Året efter gik magtskiftet dog ikke helt, som LeMond havde regnet med. På første store bjergetape i Pyrenæerne angreb Hinault sammen med Pedro Delgado og erobrede den gule førertrøje til sig selv. Dagen efter angreb Hinault nok engang. Men denne gang rakte kræfterne ikke, og LeMond og de andre favoritter hentede franskmanden og kørte senere fra ham. LeMond angreb selv og sikrede sig etapesejren. Forspringet var nu overkommeligt nok til, at LeMond kunne overtage førertrøjen i Alperne. Han beholdt den gule trøje løbet ud, og blev dermed den første ikke-europæer til at vinde Tour de France.
I sin optakt til næste års Tour de France kom LeMond ud for en livstruende jagtulykke, da hans svoger skød ham ved et uheld. LeMond lå døden nær. Dermed var det udelukket for LeMond at forsvare sin titel i 1987. I sin genoptræning til at køre Tour de France 1988 var han igen uheldig, da han fik betændelse i skinnebenet. Dermed missede han endnu en udgave af løbet.
Til sæsonen i 1989 havde LeMond efterhånden mistet sin status i cykelsporten pga. de manglende resultater. Han endte med at skrive kontrakt med det belgiske hold ADR, der ikke havde meget fokus på den type løb, LeMond var bedst i. Under det års Giro d'Italia følte LeMond sig så svag, at han overvejede helt at stoppe karrieren. Han endte dog med at fortsætte løbet og opnå en opmuntrende andenplads på den afsluttende enkeltstart i løbet.
Til Tour de France 1989 genfandt LeMond for alvor formen. Han erobrede den gule førertrøje efter en overbevisende sejr på 5. etape, en enkeltstart på 73 km. Det viste sig hurtigt, at franske Laurent Fignon ville være den eneste reelle trussel til den samlede sejr. Efter to stærke bjergetaper i træk havde Fignon dog fået et forspring på 50 sekunder til LeMond. Stort set alle mente, at det var for stort til, at LeMond kunne indhente forspringet på den blot 24,5 km lange afsluttende etape til Paris, der noget utraditionelt var en enkeltstart. Men LeMond viste sig for stærk og vandt etapen, 58 sekunder foran Fignon. Dermed endte løbet med en samlet sejr til LeMond blot otte sekunder foran Fignon, fortsat den mindste margin i Tour-historien.
LeMond er kendt for at være en af de første til at introducere hvilestyr (eller triathlonstyr) og strømlinet cykelhjelm i Tour de France-sammenhæng. Dette gjorde han til løbet i 1989. Videnskabelige tests i vindtunnel har senere påvist, at det var det aerodynamiske udstyr der gjorde forskellen. Hvis ikke Laurent Fignon havde kørt med et traditionelt styr og sin flagrende hestehale, havde han muligvis ikke tabt. Af denne grund karakteriserer man ofte 1989 og Greg Lemond som begyndelsen på den højteknologiske tidsalder inden for cykelsport.
LeMond genvandt Tour de France i 1990 uden nogle etapesejre undervejs. Igen afgjorde han løbet på den sidste enkeltstart, hvor han fik krammet på den italienske overraskelse, Claudio Chiappucci.
LeMond var derfor favorit til Tour de France 1991, og han erobrede da også planmæssigt den gule trøje, da danske Rolf Sørensen styrtede ud af løbet. Men på de hårdeste bjergetaper kunne LeMond ikke følge med de bedste. Han endte slutteligt på en samlet 7. plads, over 13 minutter efter vinderen Miguel Indurain.
Resten af karrieren opnåede LeMond ingen større resultater, og han gennemførte aldrig igen Tour de France. Derfor indstillede han karrieren efter sæsonen 1994.